# 和歌山大学前駅
和歌山大学前駅（わかやまだいがくまええき）は、和歌山県和歌山市ふじと台にある、南海電気鉄道南海本線の駅
。駅番号はNK43。
和歌山県や和歌山市などからの請願駅であり、南海電気鉄道では貴志川線（現・和歌山電鐵）の交通センター前駅以来13年ぶり、南海本線では新今宮駅以来46年ぶりの新駅である。
開業時より急行・区間急行・普通の各列車が停車するが、2014年（平成26年）10月18日からは、特急「サザン」も停車駅に加わった（後述）。

## 概要
駅名の通り和歌山大学の最寄り駅であり、また和歌山市北部のニュータウン「ふじと台」の最寄り駅でもある。そのため、当駅には「ふじと台」の副名称が付与されており、車内の案内放送でも「次は、和歌山大学前ふじと台です。」と案内される。また南海による公式の呼称ではないが、通称として「和大前」と略されることも多い。

### 新駅設置
この新駅は、1977年（昭和52年）、和歌山大学が貴志地区の丘陵地にある当地への移転を決定し、そのことがきっかけとなって、1984年（昭和59年）、和歌山県や和歌山市および和歌山大学が設置を要望したことが始まりである。
南海電鉄が費用を負担しない請願駅とすることで計画を進めていたが、1998年（平成10年）に当時の事業推進の中核を担っていた会社が会社更生法を適用申請したことからいったん頓挫することになった。
建設費約30億円のうちおよそ3分の1を「和歌山市和歌山大学前駅周辺土地区画整理組合」（ふじと台の建設主体である浅井建設グループが主になって結成）が負担、残り3分の2のうち45%は国の補助を受け、55%を和歌山県と和歌山市が等分に負担するという計画の概要が2007年（平成19年）1月12日に和歌山県から発表された。これに基づいて同年3月25日に起工式を行い、着工した。
当初の構想での設置予定箇所が駅の設置基準を満たしていなかったことから、カーブや勾配を緩和した新線を約1.2㎞敷設してその中に駅を新設することになった。
最終的な事業費は設計料込みで約35億円に達し、そのうち国が約10億円を交付金の形で支給し、和歌山県と和歌山市が各々約5億円の補助金を負担し、総額約20億円の補助が事業者となった「和歌山市和歌山大学前駅周辺土地区画整理組合」に支給されている。

### 開業後
開業当初は日中の区間急行がみさき公園駅発着であり、サザンも通過していたため、普通車が毎時2本しか停車していなかった。
イオンモール和歌山が駅前に開業したことに伴い、2014年3月16日から、土曜・休日のみ区間急行の延長運転（みさき公園発着を和歌山市発着に変更）を行った。5月6日に終了する予定であったが、この期間中の土曜・休日の1日平均乗降客数が7倍の約1万人へ大幅に増加したため、後述のダイヤ変更まで継続された。この間の土曜・休日の日中は一部時間帯を除き1時間に4本の停車が確保されていた。
2014年10月18日のダイヤ変更で特急サザンが新たに停車し、全列車停車駅へ昇格した。同時に日中の普通電車も増発（1時間に2本→4本）され、同時間帯の停車本数が6本へ増加した。

## 歴史
- 1984年（昭和59年）：和歌山県、和歌山市、和歌山大学が南海電鉄に新駅設置を要望[10]。
- 1990年（平成2年）6月：和歌山大学駅設置促進協議会設立[14]。
- 2003年（平成15年）7月：概略設計完了[15]。
- 2007年（平成19年）3月25日：起工式を行い、着工[11]。
- 2010年（平成22年）9月9日：駅名を正式決定[16]。
- 2011年（平成23年）11月15日：開業日および停車種別を決定（急行・区間急行・普通）[17]。
- 2012年（平成24年）4月1日：開業[17][2][3]。
- 2014年（平成26年）10月18日：ダイヤ改正により、特急停車駅に昇格[6][7]。

## 駅構造

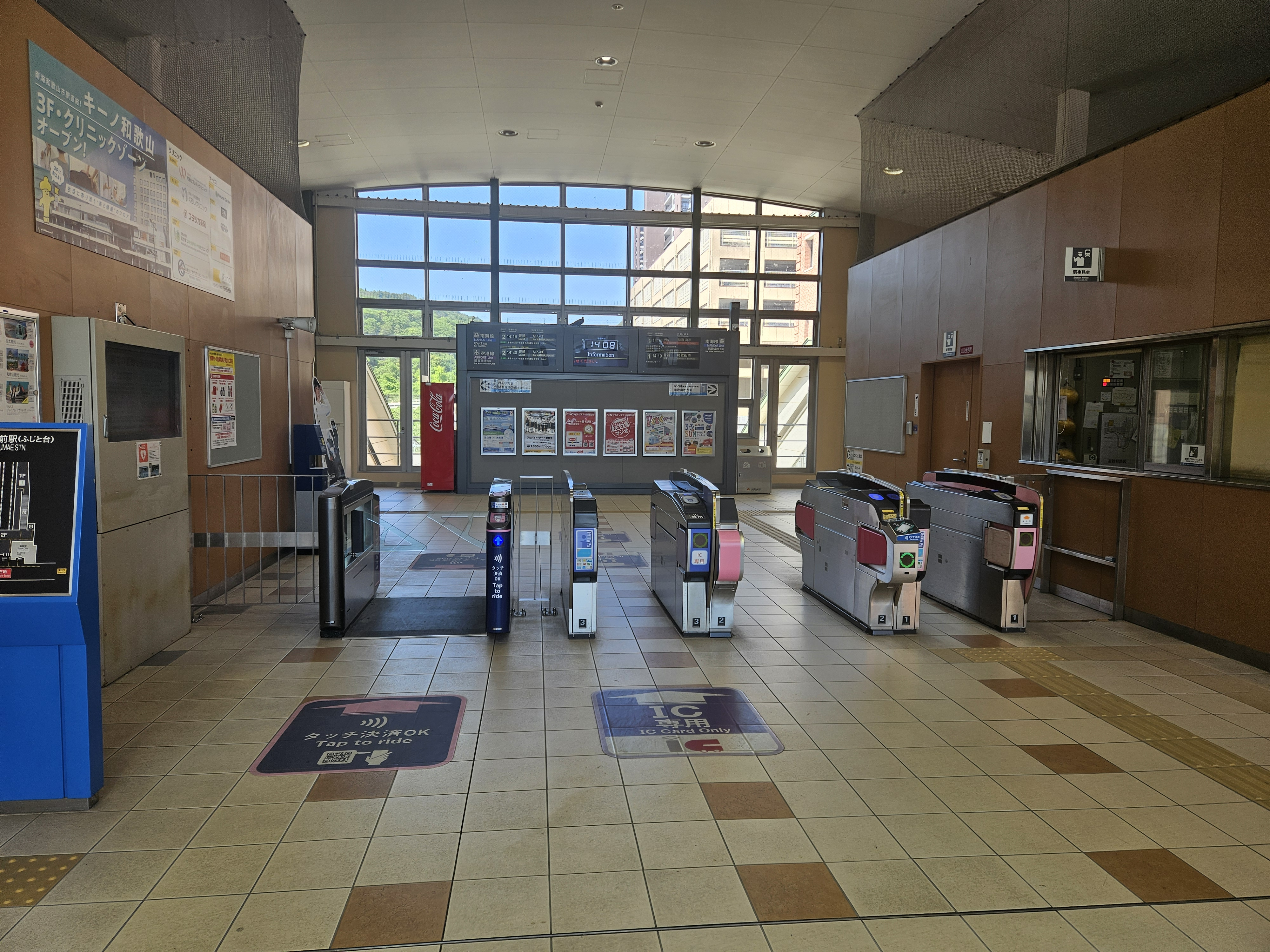
改札口（2025年5月）
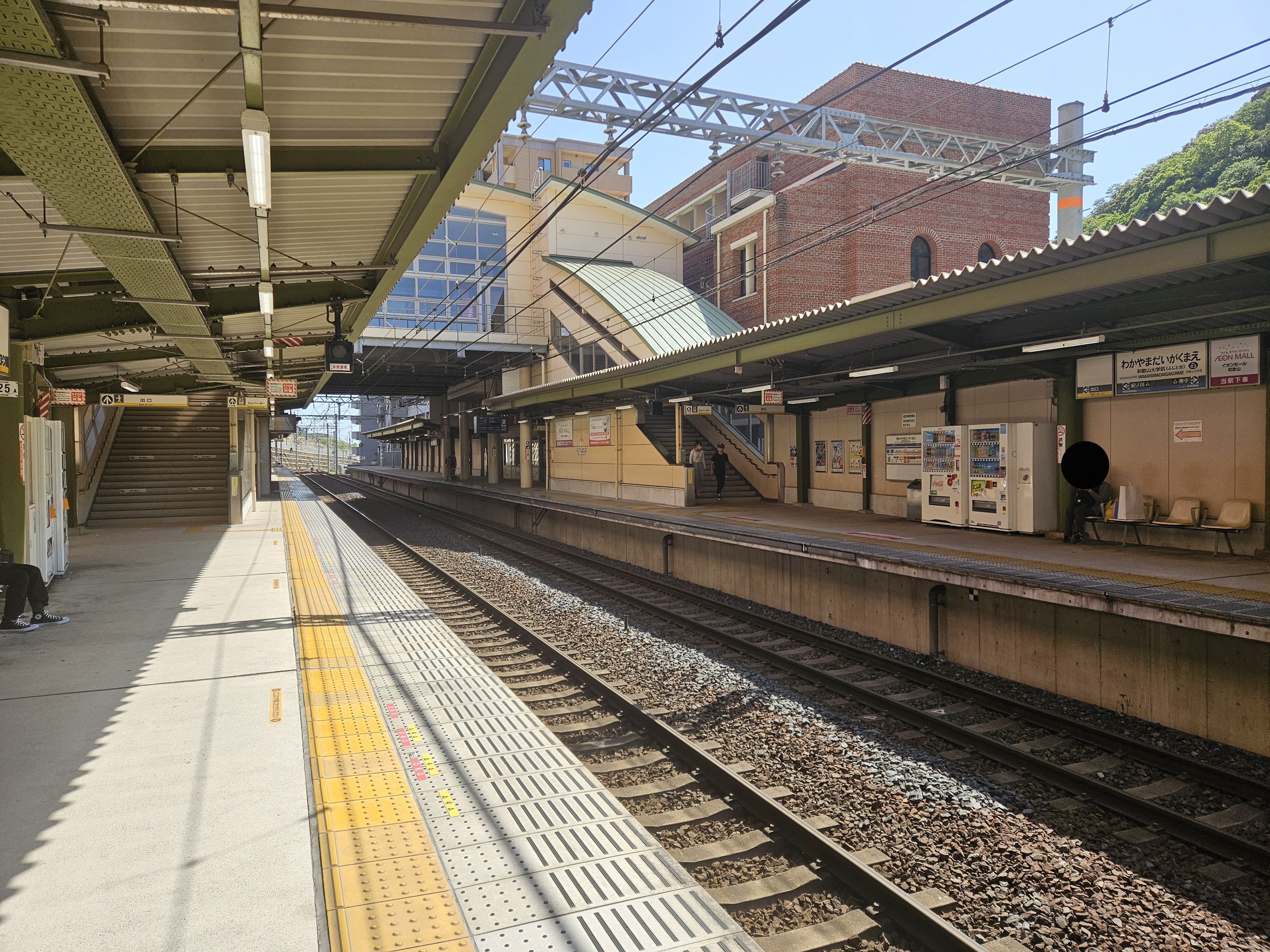
プラットホーム（2025年5月）
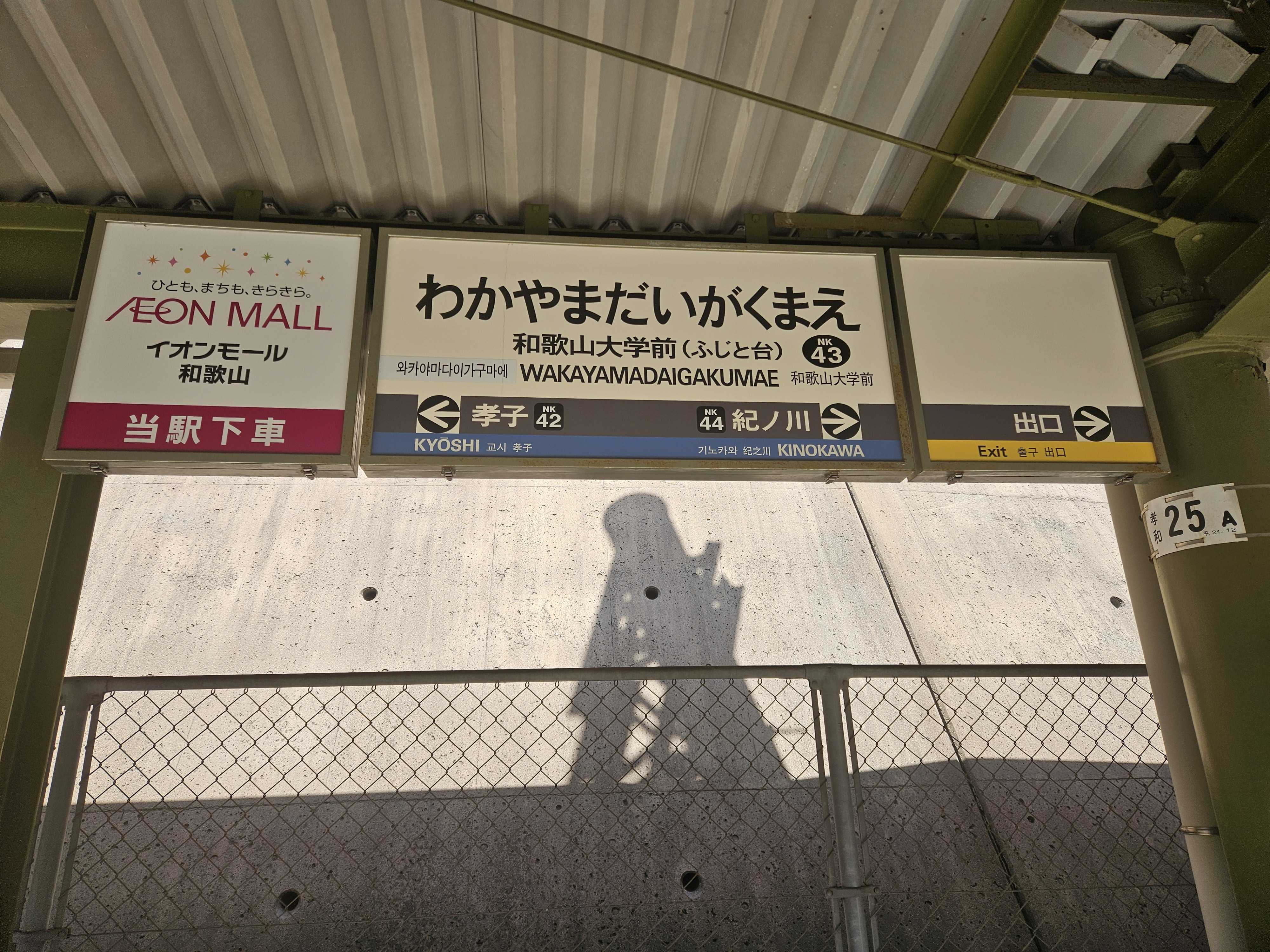
駅名標

2面2線の相対式ホームを持つ地上駅で、橋上駅舎を有する。ホーム有効長は175mで、8両編成に対応する。
高低差のある地形のため、改札口のある橋上駅舎は東側の地表と同じ高さにあり、線路の東西を結ぶ自由通路を兼ねている。
ホームの照明にLEDを使用、液晶ディスプレイの発車標を設置、乗車位置を○印（4扉）と△印（2扉）で表示など、南海電鉄としては先進的な設備が取り入れられた。待合室は両ホームにあるが、指定席自動券売機は上りホームにのみ設置されている。

### のりば
| のりば | 路線   | 方向 | 行先                 |
| ------ | ------ | ---- | -------------------- |
| 1      | 南海線 | 下り | 和歌山市方面         |
| 2      | 南海線 | 上り | 関西空港・なんば方面 |

## 利用状況
2024年（令和6年）度の1日平均乗降人員は9,480人で、南海の駅（100駅）では29位である。
各年度の1日平均乗降・乗降人員数は下表のとおり。
| 年度               | 1日平均 乗降人員 | 順位 | 出典                    |
| ------------------ | ---------------- | ---- | ----------------------- |
| 2012年（平成24年） | 2,721            | 63位 | [ 県資料 1 ]            |
| 2013年（平成25年） | 4,363            | 54位 | [ 県資料 1 ]            |
| 2014年（平成26年） | 7,436            | 40位 | [ 県資料 1 ] [ 南海 2 ] |
| 2015年（平成27年） | 8,152            | 38位 | [ 県資料 2 ]            |
| 2016年（平成28年） | 8,691            | 33位 | [ 県資料 3 ]            |
| 2017年（平成29年） | 8,878            | 33位 | [ 県資料 4 ]            |
| 2018年（平成30年） | 9,361            | 32位 |                         |
| 2019年（令和元年） | 9,659            | 30位 | [ 県資料 5 ]            |
| 2020年（令和02年） | 5,880            | 41位 | [ 県資料 6 ]            |
| 2021年（令和03年） | 7,466            | 31位 | [ 南海 3 ]              |
| 2022年（令和04年） | 8,721            | 29位 | [ 南海 4 ]              |
| 2023年（令和05年） | 9,174            | 29位 | [ 南海 5 ]              |
| 2024年（令和06年） | 9,480            | 29位 | [ 南海 1 ]              |

2007年当時の計画段階では約6,000人の乗降客数を見込んでいたが、開業当初は未達であった。しかし、イオンモール和歌山の開業が影響し、2014年度上半期には約7,800人まで増加した。

## 駅周辺

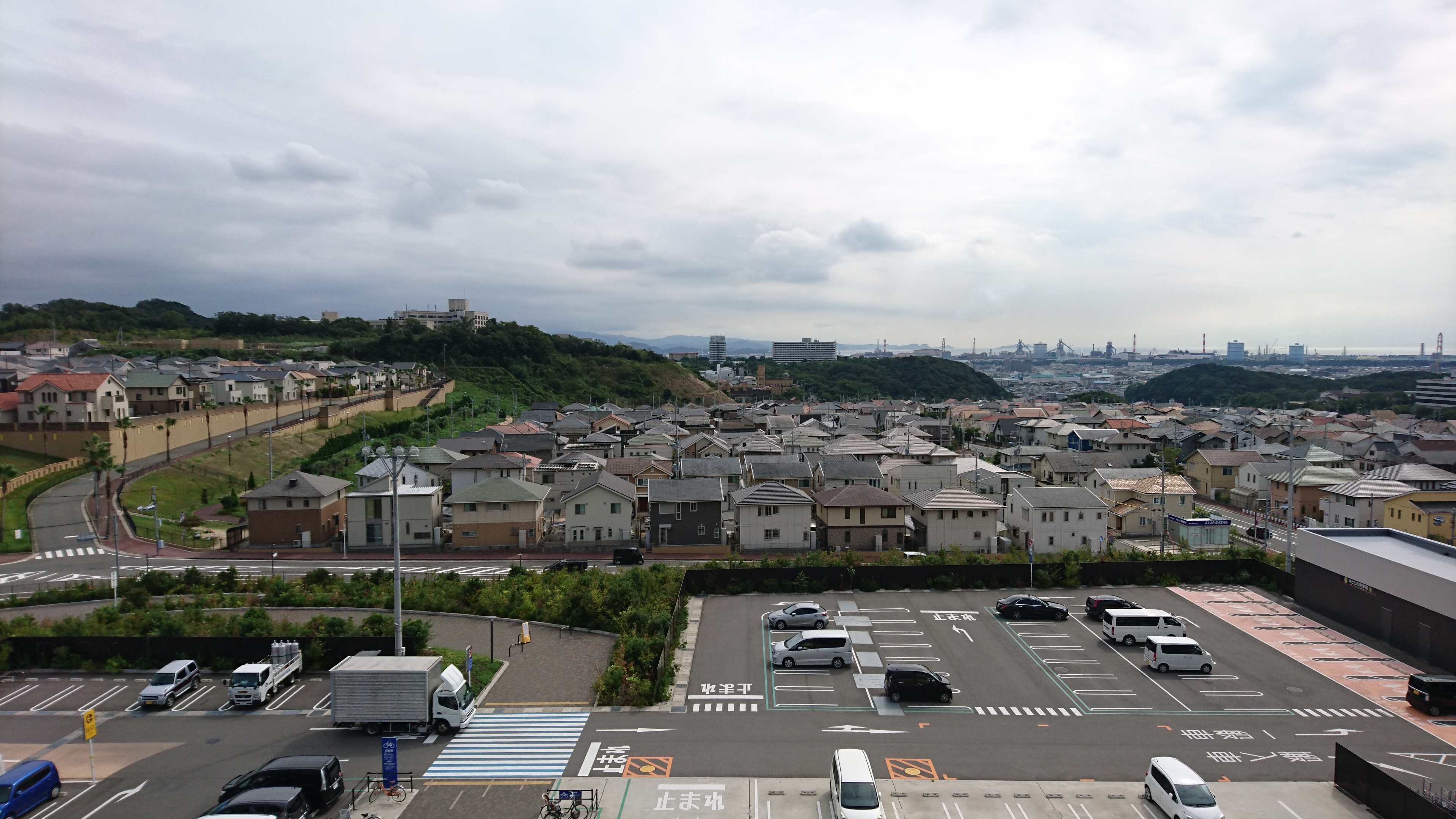
イオンモール和歌山よりふじと台の住宅地を望む。奥に和歌山大学が見える

駅の周辺は新駅設置と一体的に整備されている。東口・西口ともにロータリーがあり、バスターミナル、タクシー待機場、駐輪場および有料駐車場が設けられている。
駅東側には、地域最大級の商業施設であるイオンモール和歌山があり、駅ビル3階とペデストリアンデッキで連絡している。副駅名である住宅地ふじと台は駅の南東に広がっており、和歌山大学までは徒歩20分もしくは直行シャトルバスで4分の距離がある。
駅西側は、山裾を走る和歌山県道752号和歌山阪南線に面している。
特急サザンは和歌山市駅で加太線と概ね接続しているが、加太行き最終電車の発車時刻が早いことに加え、ラッシュ時には和歌山市駅で加太線との接続がない急行もあること、和歌山市駅を経由するよりも距離的に当駅まで二輪車(駐輪場無料)や自家用車送迎で向かう方が速いことなどから、八幡前駅・中松江駅周辺の住民が利用することも多い。
- 和歌山大学 栄谷キャンパス（1985年9月開設[9]）
- ふじと台
  - 和歌山市立藤戸台小学校（2011年4月始業[22]）
  - エスタシオン（2012年9月開店[23]）：浅井建設が運営する駅ビル。スーパーマーケットや学習塾、医療モールなどが入居する。
    - イベント・コンサートホール シェルター
    - ふじと台郵便局（2015年3月開局[24]）

  - イオンモール和歌山（2014年3月開店[25]）
  - 藤戸交番（2016年4月開設[26]）
- ノーリツ鋼機グループ
  - NKワークス株式会社
  - NKアグリ株式会社
  - ノーリツアリーナ和歌山
- 孝子峠

## バス路線
和歌山バス
- 東口[27]
  - 172・370・372系統 - 東二番丁北（ふじと台）方面
  - 172・272系統 - 和歌山大学・延時・市役所前経由 JR和歌山駅行
  - 372系統 - 延時・市役所前経由 JR和歌山駅行
  - 273系統 - 和歌山大学・次郎丸・南海和歌山市駅経由 JR和歌山駅行
  - 78系統 - 和歌山大学（直行）行（土日祝運休）
- 西口[28]
  - 89系統 - 栄谷経由 鳴滝団地行
  - 175系統 - 延時経由 労災病院前・坂田行（土日祝のみ運行）

ふじと台バス
東口出発で運行される循環型のコミュニティバス
- 東コース - ふじと台小学校前・パルテノン公園中経由 和歌山大学前駅行
- 南コース - 大学門前経由 和歌山大学前駅行

## 隣の駅
南海電気鉄道
 南海本線
■特急サザン・■急行
みさき公園駅 (NK41) - 和歌山大学前駅 (NK43) - 和歌山市駅 (NK45)
■区間急行・■普通
孝子駅 (NK42) - 和歌山大学前駅 (NK43)  - 紀ノ川駅 (NK44)
- 括弧内は駅番号を示す。